# Carlo Dani (tenore)
Carlo Dani (Firenze, 1º ottobre 1873 – Firenze, 12 aprile 1944) è stato un ciclista su strada, pistard e tenore italiano.

## Biografia
Nato a Firenze, in gioventù si dedicò al ciclismo. Specialista della pista, fu terzo ai campionati italiani di mezzofondo nel 1893 e nel 1894. Nel 1893 ottenne anche il terzo posto ai campionati italiani su strada, alle spalle del vincitore Giuseppe Moreschi e di Arturo Nuvolari. Sempre nel 1893, a Firenze, fu uno dei pochi italiani che riuscì a battere il celebre pistard statunitense Arthur Augustus Zimmerman. Fu, insieme a Luigi Pontecchi, uno dei più popolari ciclisti toscani dell'epoca.
Lasciata l'attività agonistica si concentrò sulla carriera operistica.
Nel dicembre 1894 esordì al teatro Pagliano di Firenze nel Rigoletto nel ruolo del Duca di Mantova. Dopo essersi esibito in vari teatri del nord e centro Italia, tra cui il teatro Alfieri di Firenze (ove interpretò nel 1899 il Conte di Chalais nella Maria di Rohan) e il teatro Lirico di Milano, nel luglio del 1900 si esibisce per la prima volta all'estero, in Svizzera, al teatro Kursaal di Lucerna ove interpretò il Duca di Mantova nel Rigoletto, Ernesto nel Don Pasquale ed Elvino ne La sonnambula.
Nel 1901 prende parte ad una tournée in Australia, esibendosi a Melbourne (Her Majesty's Theatre), Sydney (Her Majesty's Theatre) e Brisbane (Royal Theatre). L'anno seguente si esibisce negli Stati Uniti d'America, recitando a Filadelfia (Metropolitan), New York (Metropolitan), Boston (Civic Opera House) e Chicago (Civic Opera House). Ritornato in Europa, dal 1903 al 1906 canta a Porto (Teatro Nacional São João), Barcellona (Liceu), Palermo (Teatro Massimo Vittorio Emanuele), Parma (politeama Reinach) e Cagliari (teatro Civico).
Nel 1906 parte alla volta del Sudamerica, esibendosi a Buenos Aires (politeama Argentino), Rosario (teatro Colón) e Montevideo (teatro Solís).
Nel 1907, dopo una serie di esibizioni a Nizza al teatro del Casinò, torna in Sudamerica ove si esibisce a Buenos Aires (teatro Coliseo), Rosario ed a San Paolo (Politeama). L'anno seguente è in tournée negli Stati Uniti d'America ove si esibisce a Washington (teatro Belasco), La Crosse (Grand Opera) e Filadelfia (Lyric Theatre).
Dal 1909 al 1913 si esibisce in vari teatri europei tra cui Nizza (teatro del Casinò), Odessa (teatro municipale), Parma (politeama Reinach), Praga (teatro Reale), Napoli (politeama Giacosa), Bari (teatro Petruzzelli) e Firenze (teatro della Pergola).
Dopo la Grande Guerra, nel 1922, si esibì nel suo ultimo concerto a New York presso il Metropolitan.
Ritiratosi dalle scene, si trasferì in Australia dove aprì una scuola di canto. Morì nella sua città natia nel 1944.